# Гафиатуллин, Газинур Гафиатуллович
Гафиату́ллин Газину́р Гафиату́ллович  (1913—1944) — советский военнослужащий, участник Великой Отечественной войны, Герой Советского Союза (посмертно). Сержант.

## Биография
Газинур Гафиатуллин родился в деревне Сугушла. Отец Газинура — Гафиятулла — отслужил в царской армии, затем работал подёнщиком, пас скот, занимался сезонной работой. Мать — Масрура — также работала поденщицей.
В поисках работы семья переехала в Оренбургскую область. Там от голода скончалась мать Газинура. Похоронив её, Гафиятулла с семилетним сыном вновь пасли скот. В деревне Батыр Гафиятулла женился на вдове Шамсури. Мачеха по отношению к Газинуру была очень строгой.
Гафиятулла с новой семьёй вернулся в деревню Сугушла Лениногорского района. Там в 1925 году у Газинура родился брат Харис.
В 1930-е годы некоторые жители деревни начали переезжать в Бугульминский район, где образовали колхоз «Красногвардеец». Семья Гафиатуллиных вступила в колхоз. Газинура забрали на лесоповал, он там проработал два года, а также работал на строительстве дорог.
В 1934 году после окончания уборки Газинур и Гильмури сыграли свадьбу. У них родилась дочь Самига.
В 1939 году Газинура призвали в Красную Армию. По окончании советско-финской войны Газинур был демобилизован и вернулся в колхоз. Родился сын Мударис.
С началом Великой Отечественной войны Газинура вновь призвали в армию и направили в Петрозаводск. Он служил там четыре месяца санитаром, затем попал в 17-й стрелковый полк, участвовал в боях. Вступил в РКП(б).
Газинура направили в полковую школу подготовки младших командиров, вернулся в часть 5 декабря 1943 года в звании сержанта.
В ночь на 13 января 1944 года его полк вступил в тяжелый бой за освобождение деревни Овсище Псковской области. На рассвете бойцы пошли в атаку. Сержант Гафиатуллин с автоматом и гранатами, пополз вперед. И когда до дота оставалось не более 25 метров, поднялся во весь рост и кинул три гранаты. Пулемет замолчал только на мгновение, но затем снова начал поливать свинцовым дождем наступающих. Тогда Газинур стремительным броском подбежал к доту и закрыл амбразуру своей грудью. Пулемет захлебнулся, и весь батальон бросился в атаку. Похоронен юго-западнее деревни Екимово Новосокольнического района Калининской (ныне Псковской) области.
Указом Президиума Верховного Совета СССР от 4 июня 1944 года Газинуру Гафиатуллину посмертно присвоено звание Героя Советского Союза.
В 1963 году Газинур был перезахоронен в братскую могилу в деревне Иваново (Великолукский район Псковской области).
В деревне Сугушла Бугульминского района в 1963 году был открыт Дом-музей Газинура Гафиатулина. В 2005 году Дом-музей Газинура Гафиатулина был реконструирован. Ежегодно весной здесь проводится спортивный праздник в честь героя. На этот праздник приглашаются родственники Газинура.

## Память
- Его именем названа ГБОУ «Бугульминская кадетская школа-интернат».
- Памятники Герою установлены в городах: Бугульма, Лениногорск (Аллея Героев) в селе Сугушла, и в селе Большое Рыбушкино (Нижегородская область)
- Его именем названы улицы городов Альметьевска, Бугульмы, Лениногорска и Кукмора. Его память увековечена и в Великолукском районе.
- Музей в д. Сугушла Бугульминского района

## Награды
- Герой Советского Союза
- Был награждён орденом Ленина